# 阿兰·桑德朗
阿蘭·桑德朗（法語：Alain Senderens，法語發音：[alɛ̃ sɑ̃dʁɛ̃s]；1939年12月2日—2017年6月25日）出生於法國普罗旺斯-阿尔卑斯-蓝色海岸大区瓦爾省的耶爾，是一名法式料理和新潮烹調的廚師。

## 生平
阿蘭·桑德朗出生在法國南部耶爾，父親是理髮師、母親是裁縫師，他獲得小學就學證明之後，前往盧爾德的大使酒店（法語：hôtel des Ambassadeurs）當學徒到1959年。1962年阿蘭·桑德朗前往巴黎的銀塔餐廳工作、1963-1965年在Lucas Carton餐廳工作，中間歷練過多種職務，20年後他買下這家餐廳。1980年他對於葡萄酒潛心學習，並認識當時著名的釀酒師雅克·皮賽（Jacques Puisais），之後阿蘭·桑德朗開發的菜色，都有對應的葡萄酒，成為他的烹飪特色。
1968年-1985年之間，阿蘭·桑德朗以希臘詩人阿切斯特亞圖為名，在巴黎第七區開設了Archestrate餐廳，致力於發展新潮烹調菜色，創業當年即獲得米其林指南一星評鑑、1974年二星評鑑、1978年三星評鑑，以及戈和米約五頂高帽。

## 著作
- 1981年：《成功的廚房：Archestrate的200道最佳食譜》（法語：La cuisine réussie : les 200 meilleures recettes de l'Archestrate avec）[4]
- 1984年：《價格低廉的美味佳餚》（法語：La grande cuisine à petits prix）
- 1991年：《刺梨》（法語：Figues sans Barbarie）
- 1991年：《普魯斯特：重新發現烹飪》（法語：Proust : la cuisine retrouvée）
- 1992年：《吃是健康》（法語：Manger, c'est la santé）
- 1997年：《阿蘭·桑德朗實驗室》（法語：L'Atelier d'Alain Senderens）
- 1997年：《巴爾薩澤的盛宴》（法語：Les Festins de Balthazar）
- 1999年：《阿蘭·森德倫的葡萄酒和食物》（法語：Le Vin et la table d'Alain Senderens）
- 2007年：《阿蘭·森德倫的訪談》（法語：Entretien avec Alain Senderen）
- 2012年：《阿蘭·森德倫和杰羅姆·班克特爾在您的廚房》（法語：Alain Senderens et Jérôme Banctel dans votre cuisine）

## 受獎
- 1978年 米其林指南
- 1978年 戈和米約
- 1999年 法國榮譽軍團勳章軍官
- 2004年 藝術與文學勳章指揮官